# Arboretum Park Gródek
Arboretum Park Gródek je arboretum, park či geopark vytvořený v zaniklém dolomitovém lomu Gródek v městském obvodu Szczakowa i Pieczyska města a městského okresu Jaworzno ve Slezském vojvodství v geologickém mezoregionu Pagóry Jaworznickie v Polsku. Arboretum se také nazývá Polské Maledivy (Polskie Malediwy) díky podobnosti pobřežních staveb s tímto ostrovním státem.

## Historie a popis
Arboretum Park Gródek je úspěšným příkladem ekologicky významné rekultivace zaniklého povrchového dolu firmy Cementarna Szczakowa a později Zakłady Dolomitowe „Szczakowa”, provozovaného v letech 1880 až 1997. Arboretum bylo založeno v roce 2019. Populárním turistickým místem arboreta je točitá dřevěná lávka se dvěma altány umístěná nad vodní nádrží Wydra. Lávka skutečně připomíná stavby na Maledivách. Podle stavu vody se lávka může nacházet i pod hladinou vody. Nachází se zde pestrá mozaika přírodních biotopů od teplomilných rostlin, luk, skal, mokřadů, jezírek a lesů. Početné vyhlídky také zvyšují krajinářsky a esteticky mimořádnou atraktivitu tohoto místa. V jezírku Gródek jsou zatopené bagry v hloubce 18 m, které zde zůstaly po krachu těžební společnosti a jsou vděčným cílem organizovaného potápění a celoročně zde funguje potápěčská základna Via Sport Diving Marina „Koparki”, potápěčského centra Centrum Nurkowe „Orka” z Bielska-Białej.

## Další informace
Místo je celoročně volně přístupné a vzhledem k cenným přírodním biotopům není povoleno koupání. Pouze v jezírku Gródek se lze organizovaně potápět.

## Galerie

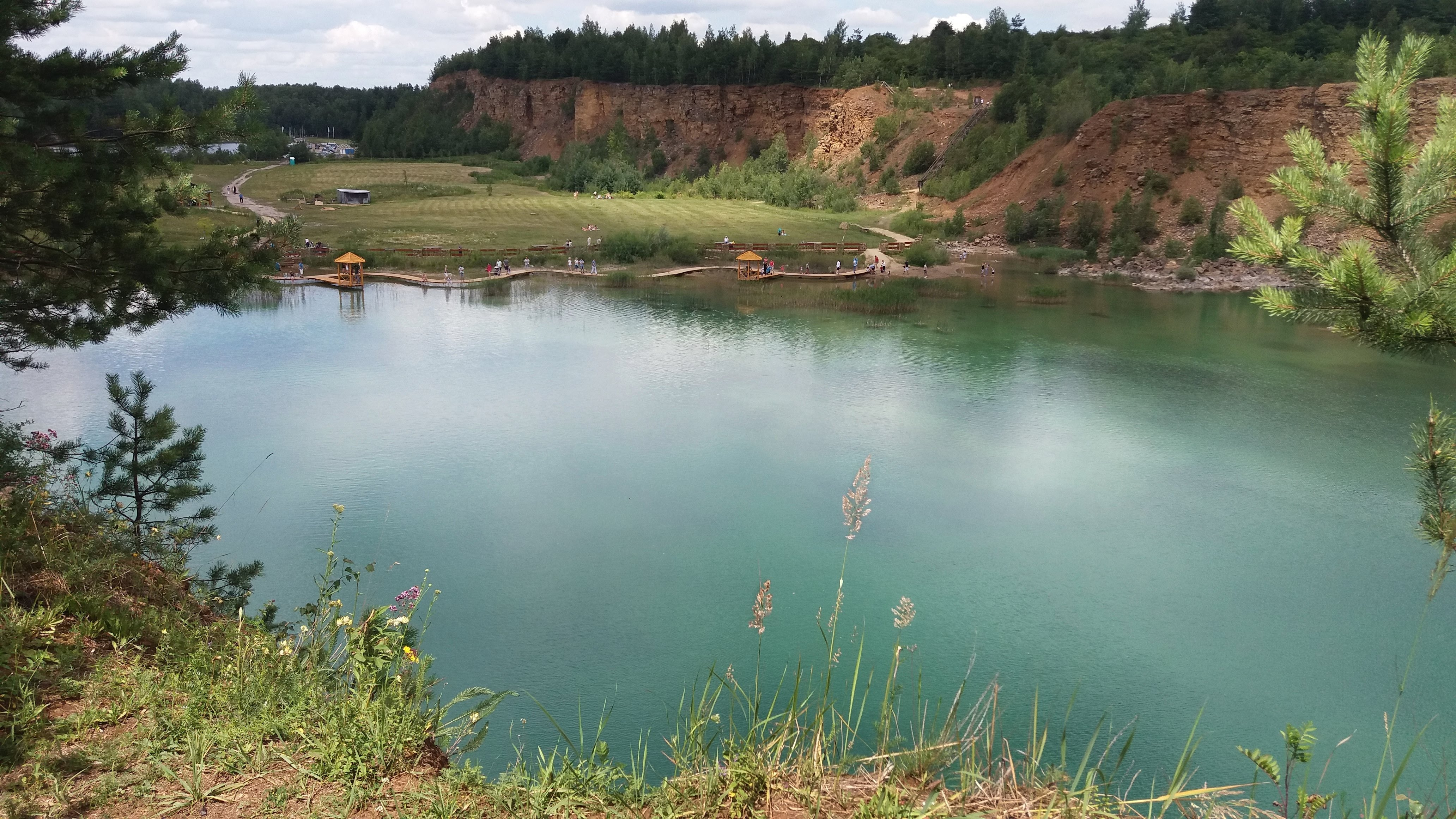
Jezírko Wydra
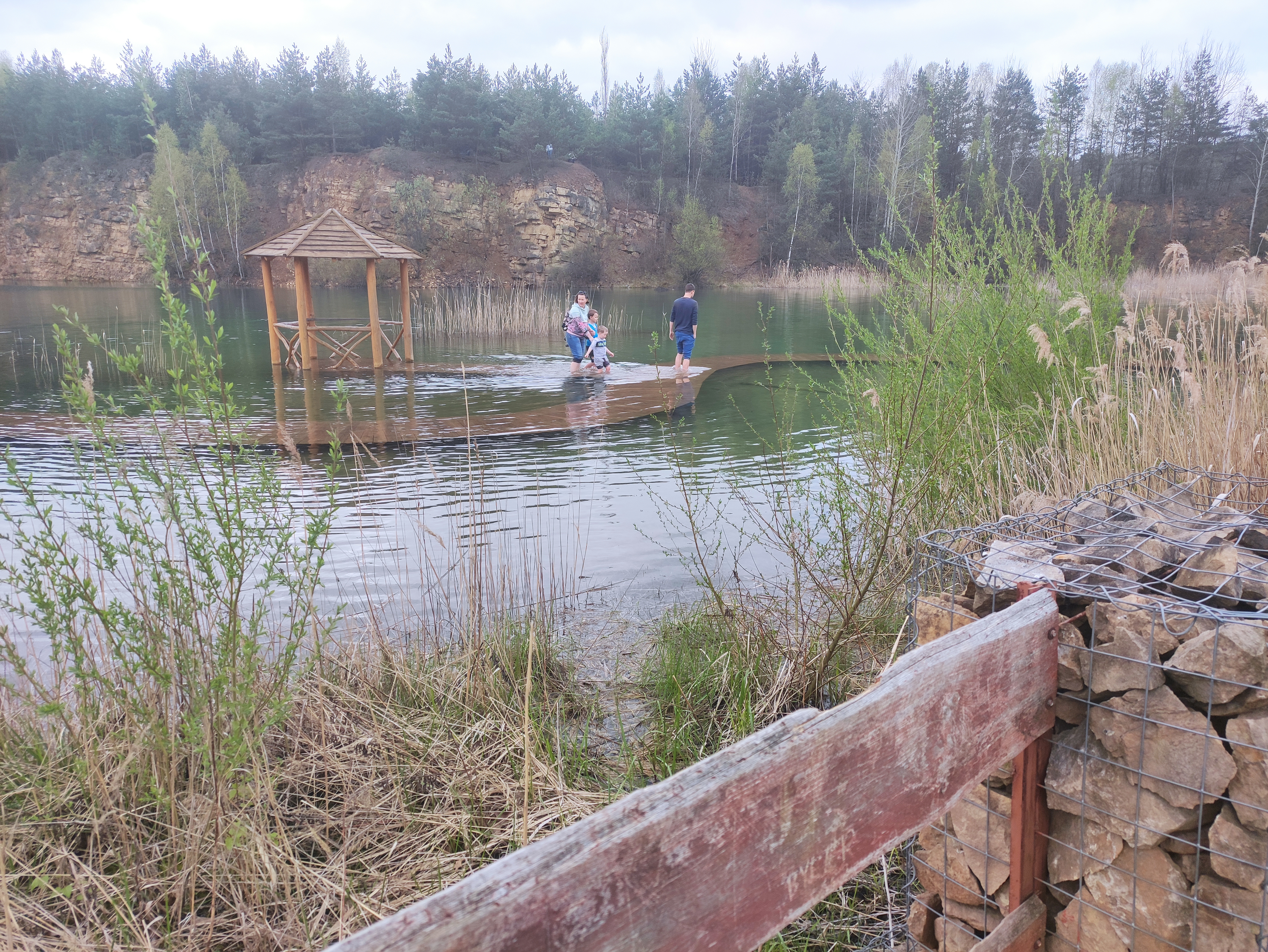
Jezírko Wydra
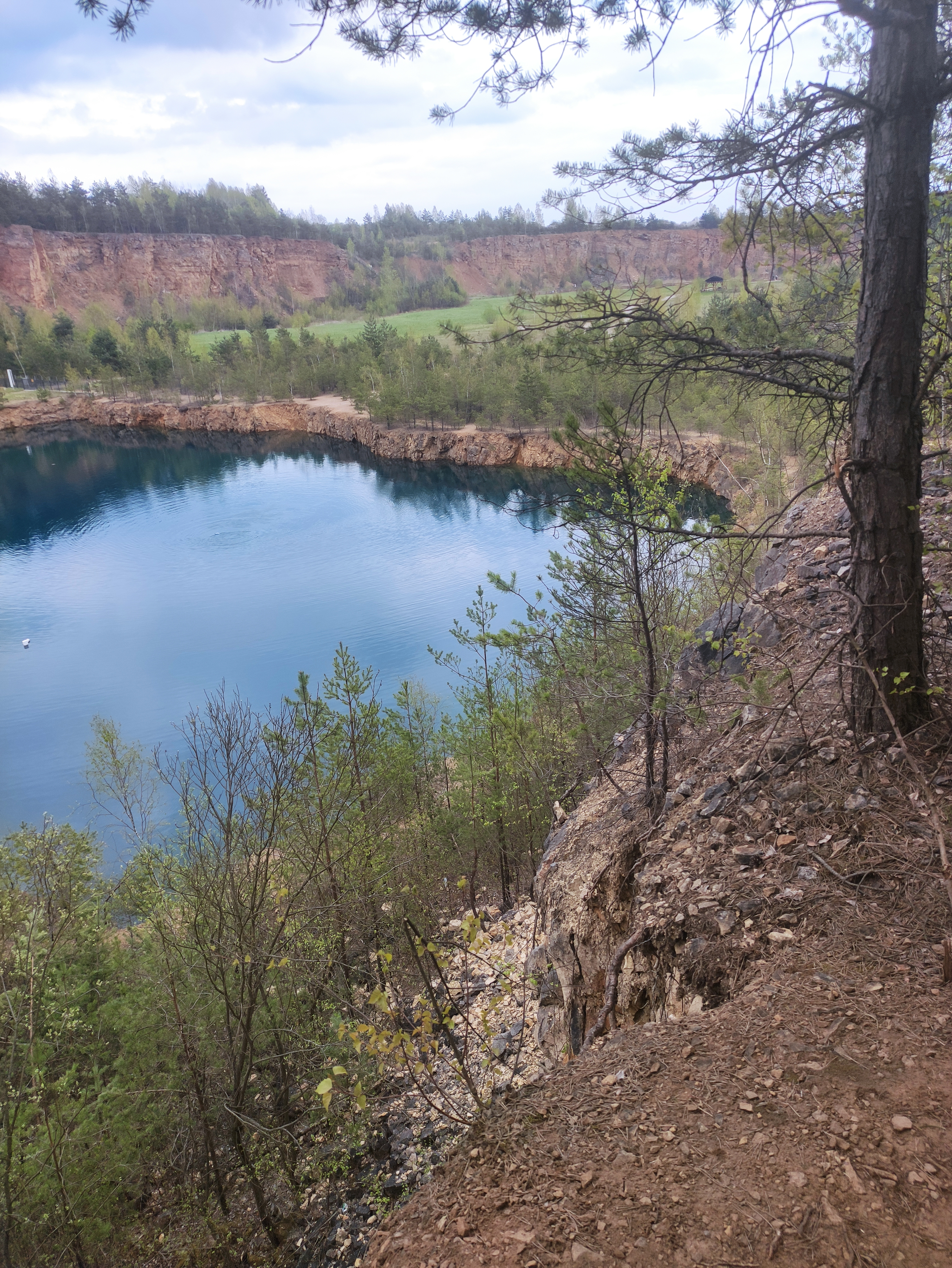
Jezírko Gródek